# Hollardia meadi
Hollardia meadi är en fiskart som beskrevs av Tyler 1966. Hollardia meadi ingår i släktet Hollardia och familjen Triacanthodidae. Inga underarter finns listade i Catalogue of Life.